# آلبر سلمی
آلبر سلمی (انگلیسی: Albert Salmi؛ ۱۱ مارس ۱۹۲۸ – ۲۲ آوریل ۱۹۹۰) یک هنرپیشه اهل ایالات متحده آمریکا بود. وی بین سال‌های ۱۹۵۵ تا ۱۹۸۹ میلادی فعالیت می‌کرد.

## گزیده فیلمشناسی
از فیلم‌ها یا برنامه‌های تلویزیونی که وی در آن نقش داشته‌است می‌توان به آثار زیر اشاره کرد.
- آلفرد هیچکاک تقدیم می‌کند (۱۹۵۷)
- برادران کارامازوف  (۱۹۵۸)
- نابخشوده (۱۹۶۰)
- رود وحشی (۱۹۶۰)
- منطقه نیمه‌روشن (۱۹۶۰–۱۹۶۳) ۲ قسمت
- گمشده در فضا (۱۹۶۶–۱۹۶۸) ۲ قسمت
- امپراتوری مورچه‌ها (۱۹۷۷)
- استیل (۱۹۷۹)
- بروبیکر (۱۹۸۰)
- پادوی گلف (۱۹۸۰)